# ГЕС Лунцзян
ГЕС Лунцзян (龙江水电站) — гідроелектростанція на півдні Китаю у провінції Юньнань (місто Манши). Знаходячись між ГЕС Nònglìng (вище по течії) та ГЕС Швелі 1 (М'янма), входить до складу каскаду на річці Швелі (в Китаї носить назву Лунчуань), великій лівій притоці Іраваді (протікаюча майже виключно у М'янмі, одна з найбільших річок Південно-Східної Азії, яка впадає кількома гирлами до Андаманського моря та Бенгальської затоки). 
В межах проекту річку перекрили бетонною арковою греблею висотою 115 метрів, довжиною 472 метри та шириною по основі 24 метра, яка утримує велике водосховище з об’ємом 1217 млн м3. 
Пригреблевий машинний зал обладнали трьома турбінами типу Френсіс потужністю по 80 МВт, які при напорі від 50 до 82 метрів (номінальний напір 66 метрів) забезпечують виробництво 1 млрд кВт-год електроенергії на рік.
Видача продукції відбувається по ЛЕП, розрахованій на роботу під напругою 230 кВ.